# Клиновец (гора)
Клиновец (чеш. Klínovec, нем. Keilberg) — самая высокая гора Рудных гор, недалеко от границы с Саксонией.
Высота вершины — 1243,7 метров. С горы открывается панорамный вид на Богемию и Саксонию. В ясный день видимость составляет до 150 километров.

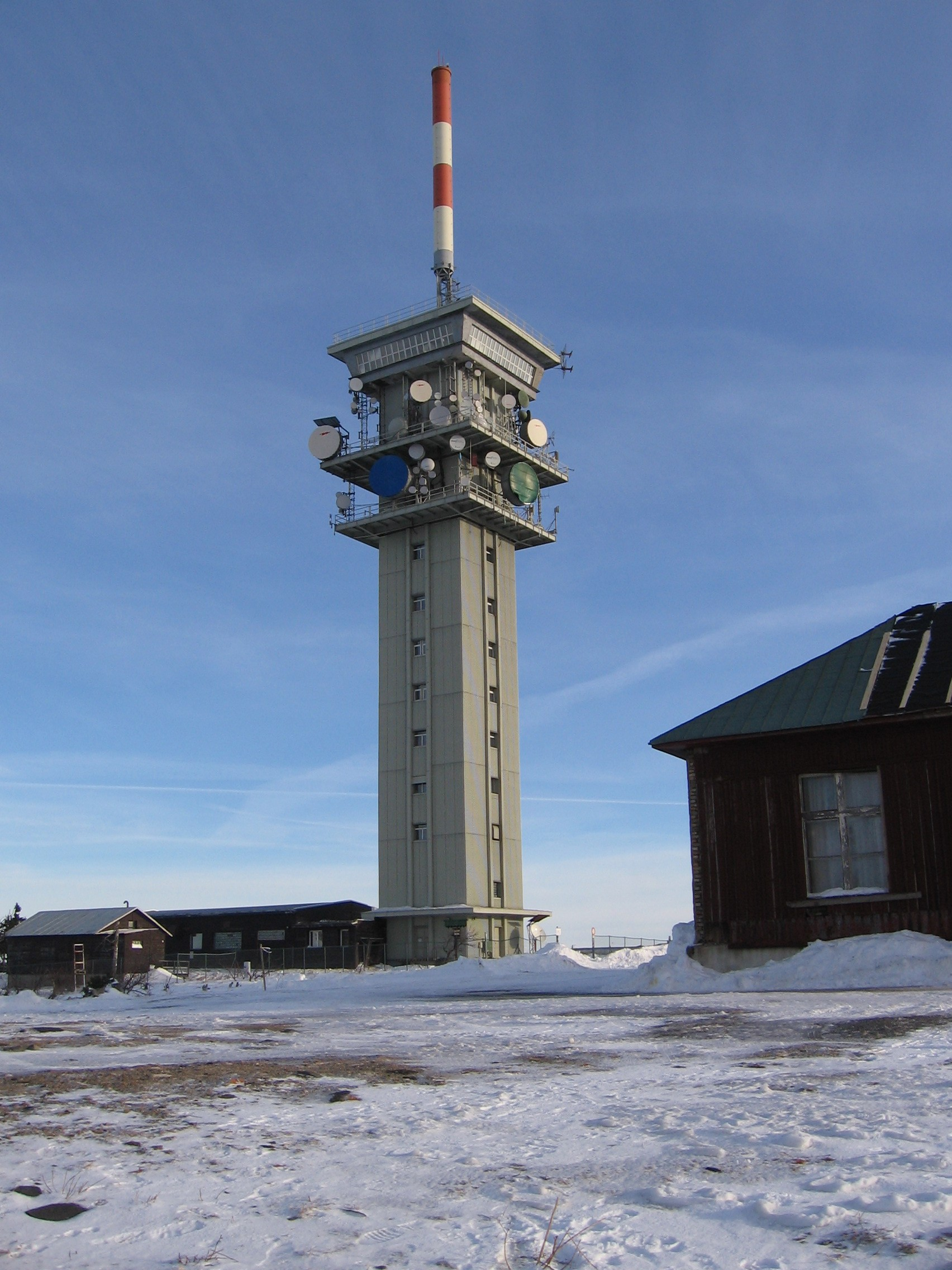
Телебашня на Клиновце в 2007 году

Первая деревянная обзорная площадка на Клиновце была построена в 1817 году и сразу же стала популярной среди отдыхающих курорта Карлсбад, ныне Карловы Вары. Каменная башня императора Франца Иосифа высотой 24 метра действует с 1884 года.
Добраться до вершины можно по дороге из Божи-Дара, туристическими тропами, либо круглогодичной канатно-кресельной дорогой от Яхимова. Клиновец является популярным горнолыжным курортом с более чем 10 километрами лыжных трасс, 35 километрами трасс для беговых лыж и сноупарком.
В 1950-х годах на вершине была сооружена телебашня высотой 56 метров, охватывающая сигналом большую часть Карловарского и Устецкого краёв.